# Гопло (езеро)
Вижте пояснителната страница за други значения на Гопло.
Гопло (на полски: Gopło) е езеро в Полша, в Куявско-Поморско войводство. Това е най-голямото езеро на Куявско-Поморско войводство. Името на езерото е обвързана към славянския племе Гопляне.

## Местоположение
През езерото тече река Нотеч. Той е свързан с Слешински канал с Варта. На Гопло е разположен град Крушвица и разположени села Злотово, Ляхмировице, Метлица, Острувек, Полайево, Попово, Пшевуз, Шемьонки. Около езерото е Надгоплянски природен парк на хилядолетието и орнитоложки резерват.

## Описание
Площта на езерото е 2121,5 ha. Водният обем е 784 970 000 m3. Размерът на езерото е 25 × 3,5 km. Максималната дълбочина е 16,6 m, а средната дълбочина е 4 m. Бреговата линия е ниска, разнообразна, с многобройни заливи, полуострови и острови. В някои места, заблатени брегове са. Съществува широка зона на тръстика и крайречна гора.

## Култура
Гопло и Крушвица бяха едни от най-често срещаните теми в литературните произведения на полския романтизъм.